# Sai do papel
A Sai Do Papel Consultoria e Treinamento LTDA é um grupo brasileiro de inovação e investimentos que apoia corporações, Startup e investidores com soluções inovadoras.

## História
O Sai do Papel é um Grupo de Inovação e Investimentos que apoia corporações, startups e investidores com soluções inovadoras. Fundada por Carlos Júnior, empreendedor, investidor anjo e mentor, eleito pela Associação Brasileira de Startups um dos dez melhores mentores do país, a companhia é constituída por quatro unidades de negócios - SdP Innovation, SdP Capital, SdPConsulting e o SdP Academy - que se complementam em um ecossistema de investidores, corporações e startups para promover negócios inovadores com metodologia exclusiva. Em cinco anos de operação, o Grupo Sai do Papel já realizou projetos de inovação e intraempreendedorismo com marcas como BNDES, Vale S.A., IBM, Grupo Globo, iFood e XP Investimentos, entre outras. A empresa é uma das realizadoras e responsável pela curadoria do Rio Innovation Week, maior evento de inovação da América Latina.